# Фёдор Иванович Анискин
Фёдор Ива́нович Ани́скин — литературный и кинематографический персонаж, милиционер, сельский участковый, «деревенский детектив», главный герой повести и рассказов Виля Липатова и нескольких советских фильмов.

## Биография
Специальное звание:
- В книге — капитан милиции (в повести «Деревенский детектив» звание неизвестно, так как Анискин не носит форму и знаки различия).
- В кинофильмах — лейтенант милиции («Деревенский детектив» и "Развод по-нарымски"), старший лейтенант милиции («Анискин и Фантомас»), майор милиции («И снова Анискин»).

На Фёдора Ивановича Анискина была подана жалоба от потерпевшей (старухи Валерьяновны, у которой по книге украли не керамическую жар-птицу, а старинную, особо ценную икону святого Иоанна Крестителя) на имя министра внутренних дел (в книге; в фильме этот момент смягчён: потерпевшая, дескать, «пошутила»).
Родился в деревне. Участник Великой Отечественной войны, служил в пехоте. Проживает в деревне Сосновка, которая стоит на берегу Оби. Имеет отношение к местному колхозу «Звезда», в котором трудится большинство жителей деревни, что видно по надписи на его служебной машине в фильме «И снова Анискин». Является членом районного комитета партии. В фильмах «Анискин и Фантомас», а также «И снова Анискин» носит нагрудный знак «Отличник милиции», в фильме «И снова Анискин» носит на планках ленты орденов и медалей. Не курит.

### Личная жизнь
- Фёдор Иванович женат; его жену — Глафиру Лукьяновну Анискину — сыграла Татьяна Пельтцер. В серии «Развод по-нарымски» в роли жены Анискина Глафиры — актриса Мария Овчинникова.
  - дочь Зина (Наталья Сайко)
  - сын Петя (Александр Белов)
    - есть внук

Проживает семья в деревянном одноэтажном сельском доме.

## Особенности персонажа
В это время в Польше появляются первые иронические детективы пани Иоанны Хмелевской и снимаются такие кинофильмы, как «Берегись автомобиля», «Бриллиантовая рука» или «Кавказская пленница». Анискин не столько даже стоит на страже закона, сколько охраняет патриархальный уклад деревенской общины: делая замечание тем, кто в этот уклад (где на первом месте труд и семья) не вписывается, и даже занимаясь сватовством. Его профессиональные рассуждения в книге откровенно шаржируют дедуктивный метод, известный в детективной литературе со времён Шерлока Холмса — на первый взгляд они кажутся совершенно алогичными, хотя на самом деле основаны на понимании психологии жителей деревни. Такие милицейские процедуры, как допрос подозреваемых или осмотр места преступления, описаны у Липатова в явно комедийном ключе. Впрочем, при всей ироничности, образ Анискина не противоречил идеологической установке на создание положительного образа работника советской милиции, существовавшей в то время. Образ Анискина особенно нравился главе МВД СССР Николаю Анисимовичу Щёлокову. В конце третьего фильма герой Жарова говорит, обращаясь к зрителям, что его фамилия происходит от имени «русского мужика Анисима», который «землю пахал» и «родину защищал».

## Влияние
Анискина в исполнении Михаила Жарова можно легко узнать в милиционере из детективного мультфильма Ефима Гамбурга «Ограбление по…» (новелла «Ограбление по-советски»).
В 2007 году обозреватель одесской газеты «Порто-Франко» Александр Галяс отмечал высокую популярность персонажа в России, сохранившуюся за 40 лет, прошедшие с выхода на экраны фильма «Деревенский детектив». Согласно приведённым в статье данным, по результатам опроса «Кого вы считаете идеальным милиционером?», в котором приняло участие 1800 российских граждан в возрасте старше 18 лет, Анискин занял третье место, набрав 17 % голосов.
В Краснодарском университете МВД России 17 апреля 2019 года был открыт памятник майору милиции Анискину (скульптор Вадим Бабак).

## Экранизации
Вилем Липатовым были написаны четыре киносценария о деревенском участковом милиционере Анискине:
- 1968 — «Деревенский детектив» (в 1970 году получил приз и премию за лучший комедийный фильм на Всесоюзном кинофестивале в Минске[5].),
- 1972 — «Развод по-нарымски», короткометражный телеспектакль по одноимённому рассказу В. Липатова.
- 1974 — «Анискин и Фантомас»,
- 1978 — «И снова Анискин».

Роль сельского участкового Фёдора Ивановича Анискина во всех экранизациях сыграл народный артист СССР Михаил Жаров.

### Галерея

Постер фильма «Деревенский детектив».
Анискин и Фантомас (обложка ДВД)